# Ленц (лунный кратер)
Кратер Ленц (лат. Lents) — небольшой ударный кратер в экваториальной области обратной стороны Луны. Название присвоено в честь российского физика Эмилия Христиановича Ленца (1804—1865)  и утверждено Международным астрономическим союзом в 1970 г

## Описание кратера
Ближайшими соседями кратера являются кратер Лейшнер на западе; кратер Элви на севере; кратер Пьераццо на востоке-северо-востоке; кратер Крамаров на юго-востоке и кратер Грачев на юго-западе. На юге от кратера Ленц располагаются горы Кордильеры. Селенографические координаты центра кратера 2°43′ с. ш. 102°18′ з. д. / 2,72° с. ш. 102,3° з. д., диаметр 22,0 км, глубина 1,8 км.
Кратер Ленц располагается в области пород выброшенных при образовании Моря Восточного. Он имеет полигональную форму и практически не разрушен. Вал с четко очерченной острой кромкой, внутренний склон гладкий. Высота вала над окружающей местностью достигает 800 м, объем кратера составляет около 270 км³. Дно чаши ровное, диаметром приблизительно в половину диаметра кратера, не имеет приметных структур. Кратер пересечен светлыми лучами от расположенного на востоке кратера Пьераццо.

## Сателлитные кратеры
| Ленц | Координаты                                            | Диаметр, км |
| ---- | ----------------------------------------------------- | ----------- |
| C    | 3°17′ с. ш. 101°46′ з. д. / 3,28° с. ш. 101,77° з. д. | 23,3        |
| J    | 3°38′ ю. ш. 97°22′ з. д. / 3,63° ю. ш. 97,37° з. д.   | 15,8        |

## См.также
- Список кратеров на Луне
- Лунный кратер
- Морфологический каталог кратеров Луны
- Планетная номенклатура
- Селенография
- Минералогия Луны
- Геология Луны
- Поздняя тяжёлая бомбардировка